# جاك واتسون (ممثل)
جاك واتسون (بالإنجليزية: Jack Watson)‏ هو ممثل بريطاني (وحمل سابقاً جنسية المملكة المتحدة لبريطانيا العظمى وأيرلندا)، ولد في 15 مايو 1915 في المملكة المتحدة، وتوفي بنفس المكان في 4 يوليو 1999.

## أعمال

### أفلام
- (1966) الجائزة الكبرى

## وصلات خارجية
- جاك واتسون على موقع IMDb (الإنجليزية)
- جاك واتسون على موقع ألو سيني (الفرنسية)
- جاك واتسون على موقع أول موفي (الإنجليزية)
- جاك واتسون على موقع قاعدة بيانات الأفلام السويدية (السويدية)
- جاك واتسون على موقع إن إن دي بي (الإنجليزية)
- جاك واتسون على موقع قاعدة بيانات الفيلم (الإنجليزية)
- جاك واتسون على موقع كينوبويسك (الروسية)